# Деканич, Марк
Марк Деканич (англ. Mark Dekanich, хорв. Mark Dekanić; 10 мая 1986, Ванкувер) — канадский хоккеист хорватского происхождения, вратарь. В настоящее время является игроком клуба Американской хоккейной лиги «Лихай Уэлли Фантомс». Имеет гражданство Хорватии.

## Карьера
Марк Деканич начал карьеру в качестве игрока в 2002 году в Хоккейной лиге Британской Колумбии выступая за Кокуитлам Экспресс. Начиная с 2004 года четыре сезона выступал в команде Колгейтского университета в лиге NCAA. С 2008-го по 2011 года выступал за фарм-клуб «Нэшвилла Предаторз» «Милуоки Эдмиралс» в АХЛ. В декабре 2010 года сыграл одну встречу в НХЛ за «Нэшвилл» против команды «Лос-Анджелес Кингз». В сезоне 2011/2012 перебрался в другой клуб Американской лиги «Спрингфилд Фэлконс», но сыграл всего лишь пять игр, пропустив сезон из-за травмы. Сезон 2012/2013 провёл в клубе «Сент-Джонс АйсКэпс». 20 мая 2013 года подписал контракт с новичком КХЛ хорватским «Медвешчаком».

## Интересные факты
Деканич — рекордсмен клуба «Милуоки Эдмиралс» по проценту отражённых бросков за сезон (93,1%) и среднем количестве пропущенных шайб за матч (в сдренем 2,02 шайбы за матч).